# Sherrelwood, Colorado
Sherrelwood är en ort (CDP) i Adams County, i delstaten Colorado, USA. Enligt United States Census Bureau har orten en folkmängd på 18 287 invånare (2010) och en landarea på 6,3 km².